# Collegio elettorale di Albenga (Camera dei deputati)
Il collegio di Albenga fu un collegio elettorale uninominale della Repubblica Italiana per l'elezione della Camera dei deputati. Apparteneva alla circoscrizione Liguria e fu utilizzato per eleggere un deputato nella XII, XIII e XIV legislatura.

## Storia
Venne istituito nel 1993 con la cosiddetta Legge Mattarella (Legge n. 277, Nuove norme per l'elezione della Camera dei deputati), attuata in seguito al referendum abrogativo del 1993. La legge istituì per la Camera dei deputati e per il Senato della Repubblica un sistema di elezione misto, in parte maggioritario e in parte proporzionale. Il 75% dei parlamentari dell'assemblea veniva eletto in collegi uninominali tramite sistema maggioritario a turno unico; il restante 25% alla Camera veniva eletto tramite sistema proporzionale con liste bloccate.
Il collegio venne abolito insieme a tutti gli altri che costituivano la Camera con la promulgazione della legge elettorale successiva, la cosiddetta Legge Calderoli. Questa prevedeva un sistema proporzionale con premio di maggioranza, che alla Camera veniva attribuito a livello nazionale.

## Territorio
Il collegio di Albenga era uno dei 14 collegi uninominali in cui era suddivisa la Liguria e, come previsto dal D.Lgs. del 20 dicembre 1993 n. 536, era interamente compreso nella provincia di Savona e comprendeva i seguenti comuni: Albenga, Altare, Arnasco, Balestrino, Bardineto, Bergeggi, Boissano, Borghetto Santo Spirito, Borgio Verezzi, Bormida, Calice Ligure, Calizzano, Carcare, Casanova Lerrone, Castelbianco, Castelvecchio di Rocca Barbena, Cengio, Ceriale, Cisano sul Neva, Cosseria, Erli, Finale Ligure, Garlenda, Giustenice, Loano, Magliolo, Mallare, Massimino, Millesimo, Murialdo, Nasino, Noli, Onzo, Orco Feglino, Ortovero, Osiglia, Pallare, Pietra Ligure, Plodio, Rialto, Roccavignale, Spotorno, Toirano, Tovo San Giacomo, Vendone, Vezzi Portio, Villanova d'Albenga e Zuccarello.

## Eletti
| Elezione | Elezione                 | Deputato   | Partito                 |
| -------- | ------------------------ | ---------- | ----------------------- |
|          | 1994                     | Enrico Nan | Polo delle Libertà (FI) |
| 1996     | Polo per le Libertà (FI) | Enrico Nan |                         |
| 2001     | Casa delle Libertà (FI)  | Enrico Nan |                         |

## Dati elettorali

### XII legislatura

#### Risultati proporzionale
| Coalizioni        | Coalizioni         | Liste                                 | Liste                              | Voti   | %     |
| ----------------- | ------------------ | ------------------------------------- | ---------------------------------- | ------ | ----- |
|                   | Polo delle Libertà |                                       | Forza Italia                       | 25.915 | 29,08 |
|                   | Polo delle Libertà | Lega Nord                             | 13.050                             | 14,64  |       |
| Totale coalizione | Totale coalizione  | 38.965                                | 43,72                              |        |       |
|                   | Progressisti       |                                       | Partito Democratico della Sinistra | 13.475 | 15,12 |
|                   | Progressisti       | Rifondazione Comunista                | 6.056                              | 6,80   |       |
|                   | Progressisti       | Federazione dei Verdi                 | 1.756                              | 1,97   |       |
|                   | Progressisti       | Partito Socialista Italiano           | 1.174                              | 1,32   |       |
|                   | Progressisti       | Alleanza Democratica                  | 935                                | 1,05   |       |
|                   | Progressisti       | Movimento per la Democrazia - La Rete | 722                                | 0,81   |       |
| Totale coalizione | Totale coalizione  | 24.118                                | 27,07                              |        |       |
|                   | Patto per l'Italia |                                       | Partito Popolare Italiano          | 7.945  | 8,92  |
|                   | Patto per l'Italia | Patto Segni                           | 5.091                              | 5,71   |       |
| Totale coalizione | Totale coalizione  | 13.036                                | 14,63                              |        |       |
|                   | Alleanza Nazionale | Alleanza Nazionale                    | Alleanza Nazionale                 | 7.175  | 8,05  |
|                   | Lista Pannella     | Lista Pannella                        | Lista Pannella                     | 4.936  | 5,54  |
|                   | Patto Solidarietà  | Patto Solidarietà                     | Patto Solidarietà                  | 884    | 0,99  |
| Totale            | Totale             | Totale                                | Totale                             | 89.114 |       |

#### Risultati uninominale
|                               | Enrico Nan ✔️ Eletto      | Polo delle Libertà (FI - LN - CCD - UDC) | 43 537 | 49,59 |  |  |  |  |  |
|                               | Enrico Rembado            | Progressisti                             | 24 757 | 28,20 |  |  |  |  |  |
|                               | Pietro Cassullo           | Patto per l'Italia                       | 11 887 | 13,54 |  |  |  |  |  |
|                               | Salvatore Massimo Spataro | Alleanza Nazionale                       | 7 610  | 8,67  |  |  |  |  |  |
| Totale                        | Totale                    | Totale                                   | 87 791 | 100   |  |  |  |  |  |
|                               |                           |                                          |        |       |  |  |  |  |  |
| Fonte: Ministero dell'interno |                           |                                          |        |       |  |  |  |  |  |

### XIII legislatura

#### Risultati proporzionale
| Coalizioni        | Coalizioni              | Liste                                     | Liste                              | Voti   | %     |
| ----------------- | ----------------------- | ----------------------------------------- | ---------------------------------- | ------ | ----- |
|                   | Polo per le Libertà     |                                           | Forza Italia                       | 21.385 | 24,87 |
|                   | Polo per le Libertà     | Alleanza Nazionale                        | 12.633                             | 14,69  |       |
|                   | Polo per le Libertà     | CCD-CDU                                   | 4.027                              | 4,68   |       |
| Totale coalizione | Totale coalizione       | 38.045                                    | 44,24                              |        |       |
|                   | L'Ulivo                 |                                           | Partito Democratico della Sinistra | 15.224 | 17,71 |
|                   | L'Ulivo                 | Rinnovamento Italiano                     | 4.836                              | 5,62   |       |
|                   | L'Ulivo                 | Popolari per Prodi (PPI-SVP-PRI-UD-Prodi) | 4.612                              | 5,36   |       |
|                   | L'Ulivo                 | Federazione dei Verdi                     | 1.571                              | 1,83   |       |
| Totale coalizione | Totale coalizione       | 26.243                                    | 30,52                              |        |       |
|                   | Lega Nord               | Lega Nord                                 | Lega Nord                          | 12.477 | 14,51 |
|                   | Progressisti            |                                           | Rifondazione Comunista             | 6.493  | 7,55  |
|                   | Lista Pannella - Sgarbi | Lista Pannella - Sgarbi                   | Lista Pannella - Sgarbi            | 2.317  | 2,69  |
|                   | Partito Socialista      | Partito Socialista                        | Partito Socialista                 | 404    | 0,47  |
| Totale            | Totale                  | Totale                                    | Totale                             | 85.979 |       |

#### Risultati uninominale
|                               | Enrico Nan ✔️ Eletto | Polo per le Libertà | 37 730 | 43,97 |  |  |  |  |  |
|                               | Mario Rembado        | L'Ulivo             | 34 852 | 40,62 |  |  |  |  |  |
|                               | Giovanni Colla       | Lega Nord           | 13 227 | 15,41 |  |  |  |  |  |
| Totale                        | Totale               | Totale              | 85 809 | 100   |  |  |  |  |  |
|                               |                      |                     |        |       |  |  |  |  |  |
| Fonte: Ministero dell'interno |                      |                     |        |       |  |  |  |  |  |

### XIV legislatura

#### Risultati proporzionale
| Coalizioni        | Coalizioni              | Liste                                 | Liste                   | Voti   | %     |
| ----------------- | ----------------------- | ------------------------------------- | ----------------------- | ------ | ----- |
|                   | Casa delle Libertà      |                                       | Forza Italia            | 31.768 | 38,28 |
|                   | Casa delle Libertà      | Alleanza Nazionale                    | 7.724                   | 9,31   |       |
|                   | Casa delle Libertà      | Lega Nord                             | 4.882                   | 5,81   |       |
|                   | Casa delle Libertà      | CCD-CDU                               | 2.067                   | 2,49   |       |
|                   | Casa delle Libertà      | Nuovo PSI                             | 665                     | 0,80   |       |
| Totale coalizione | Totale coalizione       | 47.106                                | 56,69                   |        |       |
|                   | L'Ulivo                 |                                       | Democratici di Sinistra | 14.191 | 17,10 |
|                   | L'Ulivo                 | La Margherita (Dem - PPI - RI- UDEUR) | 8.469                   | 10,20  |       |
|                   | L'Ulivo                 | Comunisti Italiani                    | 1.615                   | 1,95   |       |
|                   | L'Ulivo                 | Il Girasole (FdV - SDI)               | 1.241                   | 1,50   |       |
| Totale coalizione | Totale coalizione       | 25.516                                | 30,75                   |        |       |
|                   | Rifondazione Comunista  | Rifondazione Comunista                | Rifondazione Comunista  | 3.566  | 4,30  |
|                   | Lista Di Pietro         | Lista Di Pietro                       | Lista Di Pietro         | 3.242  | 3,91  |
|                   | Lista Pannella - Bonino | Lista Pannella - Bonino               | Lista Pannella - Bonino | 2.429  | 2,93  |
|                   | Democrazia Europea      | Democrazia Europea                    | Democrazia Europea      | 977    | 1,18  |
|                   | Paese nuovo             | Paese nuovo                           | Paese nuovo             | 147    | 0,18  |
|                   | Abolizione scorporo     | Abolizione scorporo                   | Abolizione scorporo     | 68     | 0,08  |
| Totale            | Totale                  | Totale                                | Totale                  | 82.991 |       |

#### Risultati uninominale
|                               | Enrico Nan ✔️ Eletto | Casa delle Libertà | 43 321 | 51,80 |  |  |  |  |  |
|                               | Angelo Viveri        | L'Ulivo            | 36 037 | 43,09 |  |  |  |  |  |
|                               | Gianfranco Barbieri  | Lista Di Pietro    | 4 270  | 5,11  |  |  |  |  |  |
| Totale                        | Totale               | Totale             | 83 628 | 100   |  |  |  |  |  |
|                               |                      |                    |        |       |  |  |  |  |  |
| Fonte: Ministero dell'interno |                      |                    |        |       |  |  |  |  |  |